# Kostel svatého Václava (Radešínská Svratka)
Kostel svatého Václava se nachází v centru obce Radešínská Svratka na drobném kopci uprostřed areálu hřbitova. Kostel je farním kostelem římskokatolické farnosti Radešínská Svratka. Jde o jednolodní stavbu přechodných empírových forem s trojbokým závěrem a čtyřbokou věží. Kostel je spolu se sochou svatého Václava chráněn jako kulturní památka České republiky.

## Historie
Na místě dnešního kostela stál dříve kostel zasvěcen rovněž svatému Václavovi. Původní kostel měl být postaven snad již kolem roku 947 v době po smrti svatého Václava, měl být malý a dřevěný a měl stát na místě presbytáře dnešního kostela. Kostel byl ohrazen vysokými hradbami, první písemná zmínka je z roku 1366, gotický kostel pak byl v roce 1805 zbořen. 
Současný kostel byl postaven v roce 1806. V roce 1787 byly do Radešínské Svratky přivezeny varhany a zpovědnice z kostela na Zelené Hoře, v roce 1784 byla postavena budova fary. V prosinci 2017 mají v kostele stát nové varhany, na které se získaly peníze mimo jiné při benefičním koncertu v listopadu 2016, koncertu se zúčastnil i tehdejší ministr zemědělství Marian Jurečka. Původní zelenohorské barokní varhany byly darovány do sbírek Regionálního muzea Horního Pooslaví, kde připravují jejich záchranu a restaurování. 